# Света Богородица Пандонос (Охрид)
„Света Богородица Пандонос“ (на македонска литературна норма: „Света Богородица Пандонос“) е православна църква в град Охрид, Северна Македония. Църквата е част от Първа Охридска парохия (енория), под управлението на Дебърско-Кичевската митрополия на Македонската православна църква – Охридска архиепископия.
Църквата е разположена до старите стени на града, над Античния театър, на улица „Кузман Капидан“. Изградена е върху основите на стара средновековна църква. Във вътрешността и има стенописи само в олтарната част, където е изобразена фреска на патрона на църквата – Пресвета Богородица.